# 南米德爾斯伯勒和東克里夫蘭 (英國國會選區)
南米德爾斯伯勒和東克里夫蘭（英語：Middlesbrough South and East Cleveland），英國國會一郡選區，包括英格蘭東北部克利夫蘭米德爾斯伯勒南部和雷德卡-克利夫兰大部。始設於1997年。
選區一直支持工黨的候選人。在2010年大選中的湯姆·布倫金索普以39.2%選票勝出該區繼承了較早前因自然原因去世的當區議員阿索科·庫馬爾。